# LXXXVI Corpo de Exército (Alemanha)
O LXXXVI Corpo de Exército (em alemão: LXXXVI Armeekorps) foi um Corpo de Exército da Alemanha que atuou durante a Segunda Guerra Mundial. Foi criado no dia 19 de Novembro de 1942 com o OB West. O Corpo lutou até o último dia de guerra.

## Comandantes
| Comandante                                 | Data                                            |
| ------------------------------------------ | ----------------------------------------------- |
| General der Infanterie Bruno Bieler        | 16 de Novembro de 1942 - 1 de Abril de 1943     |
| General der Infanterie Hans von Obstfelder | 25 de Agosto de 1943 - 1 de Outubro de 1944     |
| General der Infanterie Günther Blumentritt | 1 de Outubro de 1944 - 18 de Novembro de 1944   |
| General der Infanterie Carl Püchler        | 30 de Novembro de 1944 - 15 de Dezembro de 1944 |
| General der Infanterie Erich Straube       | 15 de Dezembro de 1944 - 8 de Maio de 1945      |

## Área de Operações
- Sul da França & Países Baixos (Novembro de 1942 - Janeiro de 1945)[2]
- Frente Ocidental (Janeiro de 1945 - Maio de 1945)

## Serviço de Guerra
| Data            | Exército           | Grupo de Exércitos | Lugar              |
| --------------- | ------------------ | ------------------ | ------------------ |
| Dez 42          | z. Vfg.            | D                  | Sudoeste da França |
| Jan 43 - Fev 43 | 1º Exército        | D                  | Sudoeste da França |
| Mai 44          | 1º Exército        | G                  | Sudoeste da França |
| Jul 44          | Panzergruppe West  | B                  | Sudoeste da França |
| Ago 44          | 5º Exército Panzer | B                  | Normandia          |
| Set 44          | 15º Exército       | B                  | Normandia          |
| Out 44          | 1. Fallschirmarmee | B                  | Lille              |
| Nov 44          | 5º Exército Panzer | B                  | Venlo, Niederrhein |
| Dez 44          | 1. Fallschirmarmee | H                  | Venlo, Niederrhein |
| Jan 45          | 1º Exército        | D                  | Südwestfrankreich  |
| Abr 45          | 1. Fallschirmarmee | OB Nordwest        | Ems, Weser         |

## Ordem de Batalha
- Arko 180
- Korps-Nachrichten-Abteilung 431
- Korps-Nachschubtruppen 486

7 de Julho de 1943
- 344ª Divisão de Infantaria

26 de Dezembro de 1943
- 344ª Divisão de Infantaria

12 de Junho de 1944
- 276ª Divisão de Infantaria
- 159ª Divisão de Infantaria

21 de Junho de 1944
- Gruppe von Luck
- 346ª Divisão de Infantaria
- 711ª Divisão de Infantaria

16 de Setembro de 1944
- Maior parte da 59ª Divisão de Infantaria
- 712ª Divisão de Infantaria

1 de Março de 1945
- 190ª Divisão de Infantaria
- Arko 486